# Långören, Pyttis
Långören är en ö i Finland. Den ligger i Finska viken och i kommunen Pyttis i den ekonomiska regionen  Kotka-Fredrikshamn i landskapet Kymmenedalen, i den södra delen av landet. Ön ligger omkring 22 kilometer väster om Kotka och omkring 93 kilometer öster om Helsingfors.
Öns area är 3,3 hektar och dess största längd är 0,8 kilometer i nord-sydlig riktning.